# Hôtel Fenwick
 (novembre 2017).
Si vous disposez d'ouvrages ou d'articles de référence ou si vous connaissez des sites web de qualité traitant du thème abordé ici, merci de compléter l'article en donnant les références utiles à sa vérifiabilité et en les liant à la section « Notes et références ».
L'Hôtel Fenwick est un hôtel particulier de Bordeaux qui a accueilli le premier consulat des États-Unis du monde. Il a été construit entre 1793 et 1800 par l'architecte Jean-Baptiste Dufart sous l'impulsion de Joseph Fenwick, premier consul des États-Unis d'Amérique. Il est inscrit à l'inventaire des Monuments historiques depuis 1935.

## Historique

### Joseph Fenwick
Né aux États-Unis à Cherryfield, Maryland, Joseph Fenwick (1762-1849) fut un négociant important entre la France et les États-Unis. Il s'occupait notamment du commerce d'huile de baleine, dont le pays est consommateur. Le 7 juin 1790, il est nommé consul des États-Unis par George Washington à la suite de la révolution américaine de 1776. Premier consul américain de l'histoire, il restera en poste jusqu'au 3 juin 1801. Il fait édifier l'hôtel Fenwick dès 1793.
Il se maria en 1792 à Catherine Eléonore Ménoire, fille du directeur de la Chambre de commerce Pierre Ménoire. Ils auront un fils, Franck Colombus Fenwick, qui deviendra consul des États-Unis à Nantes et une fille, Betzi Fenwick, décédée toute jeune.

### Le premier consulat américain
La ville de Bordeaux connaît au XVIIIe siècle un remarquable essor. Le port de Bordeaux est un véritable carrefour commercial mondial. Deuxième port au monde après Londres, le quartier des Chartrons se développe rapidement et attire de grands négociants étrangers, mais la Révolution française sonne la fin de cet âge d'or pour Bordeaux. Sous la Révolution, seulement deux demeures prestigieuses ont été construites : la maison du consul de Hambourg (Daniel Christoph Meyer) et la maison du consul des États-Unis (Joseph Fenwick). 
Construit entre 1793 et 1800 par l'architecte Jean-Baptiste Dufart, le bâtiment avait deux fonctions principales. L'hôtel était d'abord un lieu de commerce qui comportait au rez-de-chaussée des boutiques ainsi qu'un entrepôt. Les bureaux se trouvaient au premier étage. Ensuite, l'hôtel était le lieu de résidence de la famille du consul Joseph Fenwick. Le second étage était composé des appartements privés et de salles de réception. Les combles étaient occupés par les domestiques.

### Agence pour l'Aquitaine de la Compagnie générale transatlantique
Jusqu'au XXe siècle, l'hôtel Fenwick était un hôtel particulier. Cependant, après la Première Guerre mondiale, la Compagnie générale transatlantique le rachète et l'occupe pendant soixante ans en tant qu'agence générale pour Bordeaux et l'Aquitaine.

### Siège social de ConcoursMania
Le groupe ConcoursMania a pris place entre les murs de l'hôtel en juillet 2013. Entreprise du secteur numérique, elle contribue à la création et au développement de l'entrepreneuriat. Aujourd'hui, le groupe compte plus de 90 collaborateurs.

## Architecture
L'hôtel Fenwick a été construit aux Chartrons pour des raisons précises. Possédant un avantage stratégique avec son point de vue sur la Garonne, l'hôtel fut équipé de deux pavillons carrés sur la toiture en ardoise afin de voir les bateaux rentrer au port. 
La façade de l'hôtel est inspirée de l'architecture coloniale des États-Unis. Il semblerait que Joseph Fenwick aurait lui-même demandé que l'on pose des volets à persiennes, typiques de cette architecture du XVIIIe siècle et qui commencent à s'importer en Europe. 
Deux bateaux sculptés au-dessus des colonnes de pierre encadrent la porte d'entrée : ils ont été ajoutés vers 1870 par Charles Durand lors du remaniement de la porte principale. Vus de face, ces navires donnent l'impression de sortir du mur. Les détails minutieux montrent notamment les pointes défensives qui permettaient de fendre les bateaux ennemis ou encore le rostre se trouvant au-dessus de la ligne de flottaison. 
À l'intérieur du bâtiment se trouve un escalier de style Louis XVI éclairé par une grande verrière. Il possède des marches qui deviennent de plus en plus étroites au fur et à mesure de l'ascension. Cela symbolise les catégories sociales admises à chaque étage du bâtiment. Cet escalier et les salons qu'il dessert sont classés au titre des monuments historiques par arrêté du 7 octobre 1935. Dans la cage d'escalier, un soleil doré prenant place sur un fond en forme d'étoile à treize branches représente les treize premiers États américains.

## Galerie

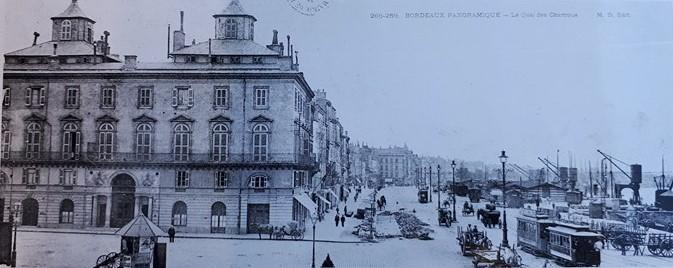
Vue de l'Hôtel Fenwick au XIXe siècle.
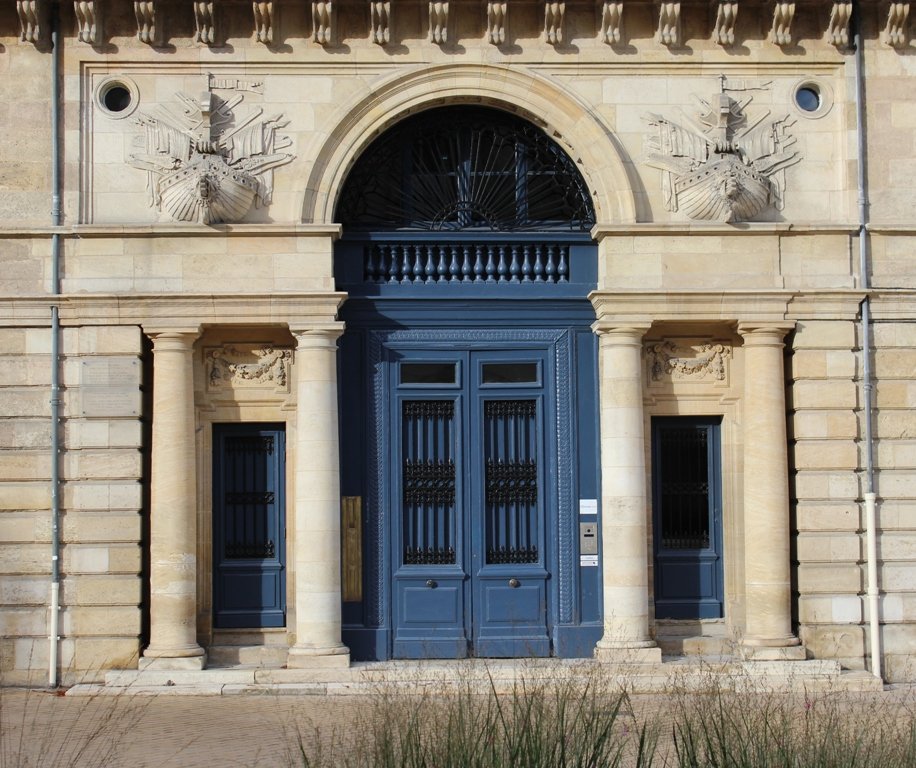
Entrée en serlienne de l'hôtel.
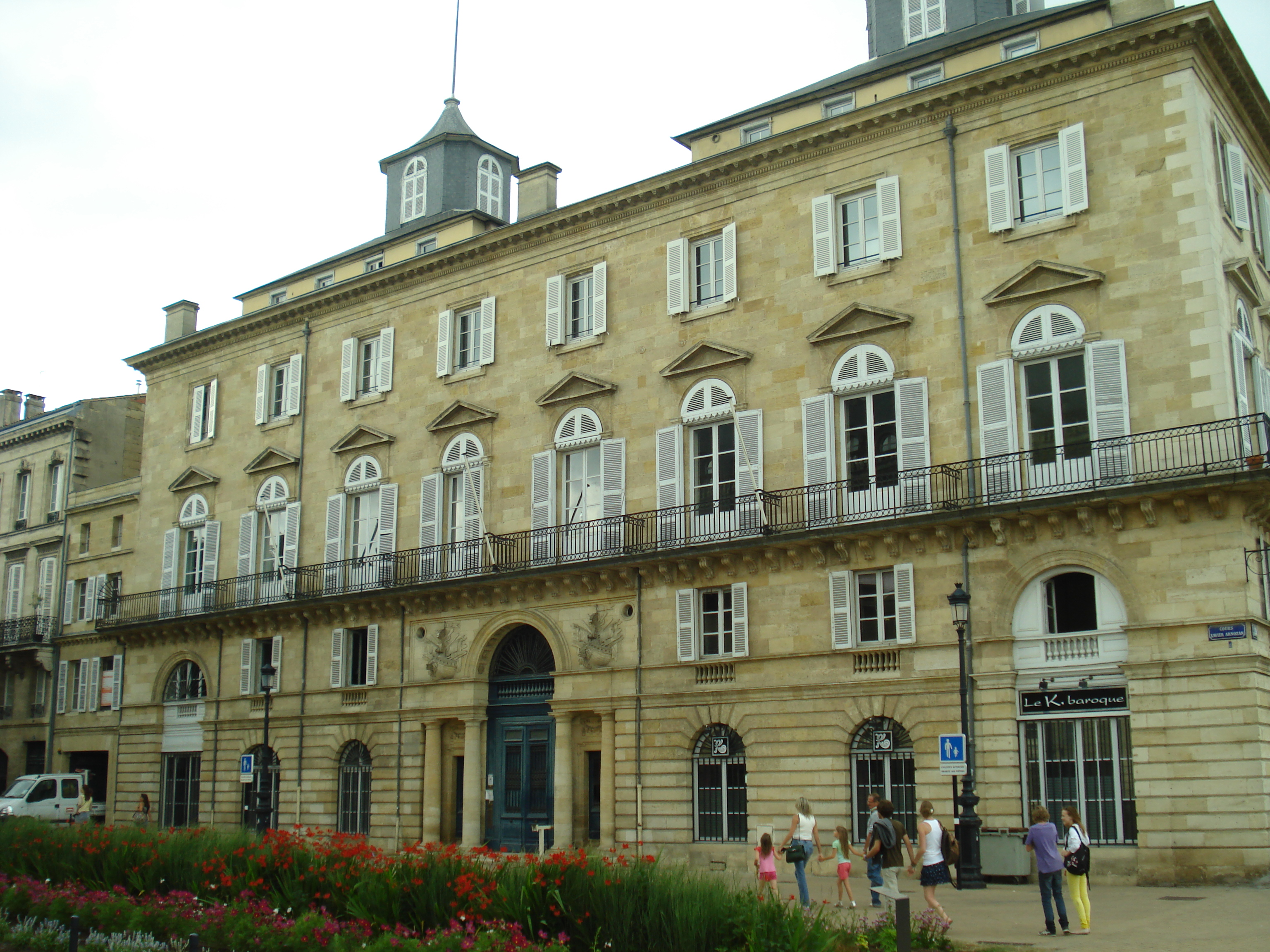
Façade principale.